# Биляновце
Биля́новце (мак. Биљановце) — село у Північній Македонії, входить до складу общини Куманово Північно-Східного регіону.
Населення — 1231 особа (перепис 2002) в 332 господарствах.